# Борис Петро
Борис Петро (Семенко; 25 травня 1923, Богородиця, Грубешівського пов., Польща — 26 лютого 1946, біля с. Ліски, Грубешівський повіт, Люблінське воєводство, Польща) — лицар Бронзового хреста бойової заслуги УПА.

## Життєпис
Освіта — 7 класів народної школи. За фахом — слюсар. Член ОУН із 1943 р. Восени 1943 р. мобілізований до німецької будівельної фірми Баудінст, де працював слюсарем, однак через кілька місяців втік і перейшов в лави УПА. Відбув скорочений підстаршинський вишкіл. Командир рою, членом почту командира куреня Мар'яна Лукасевича — «Ягоди», амуніційний сотні УПА «Вовки І» (?-02.1946).
Загинув у бою з військами НКВС. Похований у спільній могилі на Білостоці. Вістун УПА (10.12.1945); відзначений Бронзовим хрестом бойової заслуги (28.08.1945).